# Club Sportivo Barracas
El Club Sportivo Barracas és un club de futbol argentí de la ciutat de Buenos Aires.

## Història

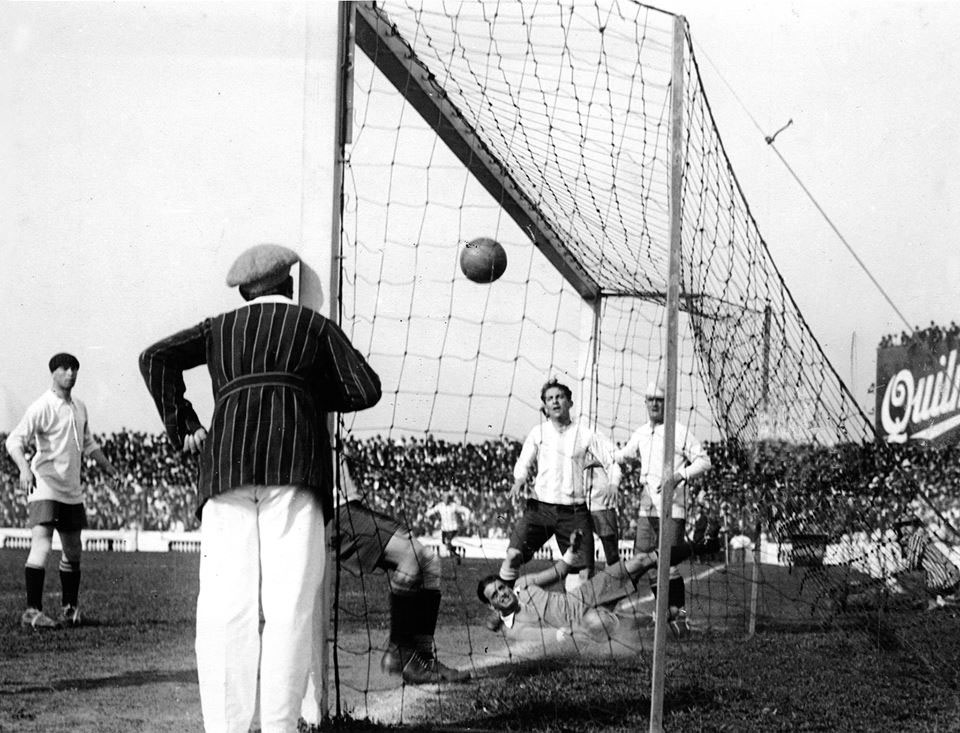
L'històric gol olímpic de Cesáreo Onzari, 1924.

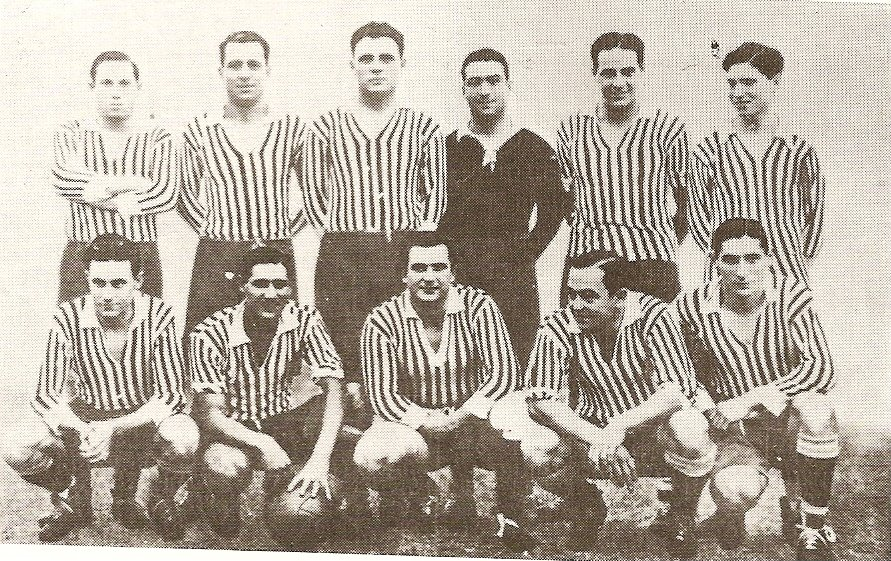
Equip que guanyà la lliga el 1932.

Començà com un club de rem. Va ser fundat el 1913 i debutà a la primera divisió argentina el 1917, acabant cinquè. Jugà a primera fins al 1931, quan la competició esdevingué professional, però el club romangué com a amateur. El 1932 es proclamà campió amateur.

## Palmarès
- Lliga argentina de futbol (1): 
  - 1932
- Copa de Competencia Jockey Club (1):
  - 1921
- División Intermedia (1):
  - 1916
- Primera C (1): 
  - 1919 Asociación Amateurs de Football
- Primera D (4):
  - 1931, 1932, 2003-04, 2015